# Kalanjihalli, Turuvekere
Kalanjihalli là một làng thuộc tehsil Turuvekere, huyện Tumkur, bang Karnataka, Ấn Độ.